# TW Весов
TW Весов (лат. TW Librae) — одиночная переменная звезда в созвездии Весов на расстоянии (вычисленном из значения параллакса) приблизительно 109082 световых лет (около 33445 парсеков) от Солнца. Видимая звёздная величина звезды — от +17m до +11,6m.

## Характеристики
TW Весов — красная пульсирующая переменная звезда, мирида (M) спектрального класса Me. Эффективная температура — около 3000 К.